# 이기우 (1948년)
이기우(李基雨, 1948년 3월 25일 ~ , 경남 거제)는 대한민국의 공무원이다.

## 학력
- 1967년 : 부산고등학교 졸업
- 1988년 : 안양대학교 행정학과 학사
- 1992년 : 부산대학교 교육대학원 교육학 석사
- 2001년 : 경성대학교 대학원 교육학 박사

### 명예 박사 학위
- 2003년 : 한국해양대학교 경영학 명예박사

## 경력
- 1980.11 ~ 1981.04 : 경상남도교육청 교직계장
- 1981.04 ~ 1981.05 : 문교부 감사관실 근무
- 1981.05 ~ 1983.03 : 경상남도교육청 교직계장
- 1985.03 ~ 1987.03 : 문교부 교육행정과 행정사무관
- 1987.01 ~ 1989.03 : 한국해양대학교 서무과장
- 1989.03 ~ 1989.12 : 국회 문화공보위원회 입법조사관
- 1989.12 ~ 1991.07 : 문교부 편수관리실 근무
- 1991.07 ~ 1993.04 : 교육부 행정관리담당관
- 1993.04 ~ 1994.03 : 교육부 총무과장
- 1994.03 ~ 1995.03 : 충북대학교 사무국장
- 1995.03 ~ 1996.03 : 교육부 공보관
- 1996.03 ~ 1997.05 : 부산시교육청 부교육감
- 1997.05 ~ 1998.03 : 교육부 지방교육행정국장
- 1998.01 ~ 1998.02 : 대통령직인수위원회 전문위원
- 1998.03 ~ 1999.06 : 교육부 교육환경개선국장
- 1999.06 ~ 1999.09 : 교육부 교육자치지원국장
- 1999.09 ~ 2001.01 : 교육부 기획관리실장
- 2001.01 ~ 2003.03 : 교육인적자원부 기획관리실장
- 2003.03 ~ 2004.07 : 한국교직원공제회 이사장
- 2004.07 ~ 2006.01 : 국무총리비서실장
- 2006.02 ~ 2006.03 : 교육인적자원부 차관
- 2006.07 ~ 2019.12 : 인천재능대학교 총장
- 2010.09 ~ 2014.09 : 한국전문대학교육협의회장
- 2014.09 : 한국전문대학교육협의회 명예회장
- 2015.04 ~ 2016 : 한국전문대학법인협의회 회장
- 2016.09 ~ 2019.11 : 한국전문대학교육협의회 회장
- 2023.09 : 경인방송 이사회 의장
- 2023.11 ~ : 경인방송 대표이사

## 수상
- 1977년 : 근정포장
- 1985년 : 녹조근정훈장
- 1985년 : 대통령 표창
- 2002년 : 황조근정훈장
- 2011년 : 한국비서협회 공로상
- 2015년 : 2015 한국을 빛낸 창조경영인 대상
- 2015년 : 태촌문화대상
- 2015년 : 2015 한국을 빛낼 CEO 대상

| 전임 김대곤 | 제29대 국무총리비서실장 2004년 7월 23일 ~ 2006년 1월 3일 | 후임 김성진 |

| 전임 김영식 | 제6대 교육인적자원부 차관 2006년 2월 1일 ~ 2006년 3월 15일 | 후임 이종서 |